# Thomas Friedrich (Mathematiker)
Thomas Friedrich (* 12. Oktober 1949 in Leipzig; † 27. Februar 2018 in Marburg) war ein deutscher Mathematiker, der auf dem Gebiet der Differentialgeometrie und der Globalen Analysis arbeitete.

## Leben und Wirken
Friedrich besuchte die 54. Grundschule in Leipzig (1956–1964), die Leibniz-Oberschule in Schkeuditz (1964–1966) und die ABF in Halle (1966–1968). Nach dem Abitur in Halle studierte er von 1968 bis 1973 an der Universität im polnischen Wrocław (Breslau). Er spezialisierte sich unter der Anleitung der Wrocławer Mathematiker Roman Duda und Witold Roter auf den Gebieten der Topologie und Differentialgeometrie.
Seit 1973 war er an der Humboldt-Universität Berlin tätig. Hier wurde er 1973  bei Rolf Sulanke mit einer Arbeit zur Differentialgeometrie promoviert (Titel der Dissertation: Eine Verallgemeinerung der Morse-Theorie und ihre Anwendungen auf die Integralkrümmungen). 1974 weilte er am Banach-Zentrum in Warschau. 1977/78 und 1984 war er Gastwissenschaftler an der Lomonossow-Universität in Moskau. Er habilitierte sich  an der Humboldt-Universität Berlin im Jahre 1979  mit einer Arbeit zum Dirac-Operator Riemannscher Mannigfaltigkeiten und war ab 1980 Dozent für Geometrie. Seit 1987 war Thomas Friedrich ordentlicher bzw. C4-Professor für Globale Analysis der Humboldt-Universität.
Seit 1980 war Friedrich als Leiter der Forschungsgruppe Differentialgeometrie und Globale Analysis an der Humboldt-Universität tätig.
Von 1992 bis 2003 wirkte er als Sprecher des Graduiertenkollegs 46 Geometrie und nichtlineare Analysis an der HU sowie im Vorstand des Sonderforschungsbereiches 288 Differentialgeometrie und Quantenphysik. Von 2005 bis 2008 war Friedrich einer der Projektleiter im Sonderforschungsbereich 647 Raum-Zeit-Materie der Humboldt-Universität, und von 2008 bis 2012 Studiendirektor des dortigen Institutes für Mathematik. Während dieser Zeit wurden u. a. das Bachelor- und Masterstudium im Fach Mathematik konzipiert und implementiert.
Friedrich bewies 1980 eine optimale untere Schranke für den ersten Dirac-Eigenwert einer kompakten Riemannschen Spin-Mannigfaltigkeit. Des Weiteren klassifizierte er gemeinsam mit Herbert Kurke die Kählerschen Twistorräume bzw. selbstduale Einstein-Räume positiver Skalarkrümmung, ein von Nigel Hitchin gleichzeitig und unabhängig erzieltes Resultat (1981). In den 80er Jahren studierte er zusammen mit seinen Doktoranden Riemannsche Mannigfaltigkeiten mit
Killing-Spinoren sowie Anwendungen der Twistortheorie auf Flächen in 4-dimensionalen Räumen. Pin-Strukturen Riemannscher Mannigfaltigkeiten behandelte Friedrich zusammen mit Andrzej Trautman in den 90er-Jahren.
Mit Stefan Ivanov aus Sofia und Ilka Agricola studierte er seit 2000 nicht-integrable geometrische Strukturen, deren Torsionen und Dirac-Operatoren.
Friedrich war Gastwissenschaftler unter anderem an der University of Maryland (1982, 1990), der École polytechnique (1983), der Universität Montpellier (1982), der Universität Nantes (1989), am Max-Planck-Institut für Mathematik in Bonn (1994), am Erwin-Schrödinger-Institut in Wien (1994), an der Nationalen Universität von Seoul (2004 und 2006) sowie an der Universität von Córdoba (2010).
2003 erhielt er die Ehrenmedaille der Karls-Universität Prag.
Thomas Friedrich war seit 1982 Herausgeber der mathematischen Zeitschrift Annals of Global Analysis and Geometry. Zu diesem Thema organisierte Friedrich gemeinsam mit Rolf Sulanke 1981 (Garwitz) und 1988 (Göhren-Lebbin) größere Tagungen in Mecklenburg.
Zu seinen Doktoranden zählen unter anderem Ilka Agricola, Helga Baum, Ines Kath (Professor in Greifswald), Eui Chul Kim (Professor in Andong), Klaus Mohnke (Professor in Berlin), Pablo Ramacher (Professor in Marburg), Uwe Semmelmann (Professor in Stuttgart).
Seit April 2015 war Thomas Friedrich als Professor der Humboldt-Universität im Ruhestand und lebte mit seiner zweiten Ehefrau Ilka Agricola, die er 2003 geheiratet hatte, in Marburg. Dort verstarb er 2018 an den Folgen einer Lungenkrebs-Erkrankung.

## Schriften
- m-Funktionen und ihre Anwendung auf die totale Absolutkrümmung, Math. Nachr. 67 (1975), 281–301.
- Der erste Eigenwert des Dirac Operators einer kompakten, Riemannschen Mannigfaltigkeit nichtnegativer Skalarkrümmung, Math. Nachr. 97 (1980), 117–146.
- mit Herbert Kurke: Compact four-dimensional self-dual Einstein manifolds with positive scalar curvature, Math. Nachr. 106 (1982), 271–299.
- On surfaces in four-spaces, Ann. Glob. Anal. Geom. 2 (1984), 257–287.
- Die Fisher-Information und symplektische Strukturen, Math. Nachr. 153 (1991), 273–296.
- mit Ines Kath, Andrei Moroianu und Uwe Semmelmann: On nearly parallel G_2-structures, Journ. Geom. Phys. 23 (1997), 259–286.
- On the spinor representation of surfaces in Euclidean 3-spaces, Journ. Geom. Phys. 28 (1998), 143–157.
- mit Eui Chul Kim: The Einstein-Dirac equation on Riemannian Spin-manifolds, Journ. Geom. Phys. 33 (2000), 128–172.
- mit Andrzej Trautman: Spin spaces, Lipschitz groups and spinor bundles, Ann. Glob. Anal. Geom. 18 (2000), 221–240.
- mit Stefan Ivanov: Parallel spinors and connections with skew-symmetric torsion in string theory, Asian Journ. Math. 6 (2002), 303–336.
- mit Ilka Agricola: On the holonomy of connections with skew-symmetric torsion, Math. Ann. 328 (2004), 711–748.

## Bücher
- Vorlesungen über K-Theorie, Teubner 1978
- mit Helga Baum, Ralf Grunewald, Ines Kath: Twistors and Killing Spinors on Riemannian Manifolds, Teubner 1991
- Dirac-Operatoren in der Riemannschen Geometrie, Vieweg 1997 (mit Anhang zur Seiberg-Witten Theorie; englische Ausgabe AMS Publications 2000)
- mit Ilka Agricola: Globale Analysis – Differentialformen in Analysis, Geometrie und Physik, Vieweg 2001 (englische Ausgabe AMS Publications 2002), 2. Auflage 2010
- mit Ilka Agricola: Elementargeometrie, Vieweg 2005 (englische Ausgabe AMS Publications 2008), 4. Auflage 2014
- als Herausgeber: Self dual Riemannian Geometry and Instantons, Teubner 1981